# Berengar II av Italien
Berengar II av Ivrea, död 966, var en italiensk kung, dotterson till Berengar I av Italien.
Han låg från 945 i strid med Italiens kungar Hugo av Italien och Lothar. Sedan den sistnämnde dött 950 blev Berengar vald till kung. Han regerade med hård hand och höll Lothars änka Adelheid i fångenskap. Hon bad om hjälp hos Otto I, som 951 ryckte in i Italien. Berengar drog sig undan och kunde först sedan Otto lämnat Italien erhålla fred mot att erkänna honom som sin länsherre. Berengar bröt sedan på nytt med Otto, men måste 963 ge sig fången åt honom. Sina sista år tillbringade han i Tyskland.